# Bram Nuytinck
Bram Nuytinck (ur. 4 maja 1990 w Heumen) – holenderski piłkarz występujący na pozycji obrońcy. Zawodnik klubu Udinese Calcio.

## Kariera klubowa
Nuytinck treningi rozpoczął w 1998 roku w zespole SV Juliana '31. W 2001 roku przeszedł do juniorów klubu NEC Nijmegen, a w 2009 roku został włączony do jego pierwszej drużyny, grającej w Eredivisie. W lidze tej zadebiutował 30 stycznia 2010 roku w wygranym 1:0 pojedynku ze Spartą Rotterdam. 12 lutego 2010 roku w wygranym 4:2 spotkaniu z NAC Breda strzelił dwa gole, które jednocześnie były jego pierwszymi w Eredivisie. Przez trzy lata w barwach NEC rozegrał 73 spotkania i zdobył siedem bramek.
W 2012 roku Nuytinck odszedł do belgijskiego Anderlechtu.

## Kariera reprezentacyjna
W 2010 roku Nuytinck zadebiutował w reprezentacji Holandii U-21.